# Arnel Taci
Arnel Taci (født i 1986 i Bosnien-Hercegovina) er en tysk skuespiller.
Han voksede op og gik i skole i Berlin. Han fik sin filmdebut i 2001 med filmen Paule und Julia. Efter medvirkede han i flere serier og blandt andet i ungdomsfilmen Knallhart fra 2006.
Fra 2005 til 2008 spillede han rollen som Costa i serien Türkisch für Anfänger. I 2009 spillede han sammen med sin kollega Elyas M'Barek i serien Doctor’s Diary.
I 2010 havde han en optræden i serien Lowinski Danni.
Arnel Taci kunne ses i biografen i 2012, hvor han igen spillede Costa; denne gang i en spillefilm.